# 闪电轨道
闪电轨道（英語：Molniya orbit）也稱為莫尼亞軌道，是人造衛星繞行地球的一種高橢圓軌道，為傾角為63.4度的高橢圓軌道，其近心點幅角為-90度，軌道周期為半個恆星日。闪电轨道是自1960年起使用此軌道的蘇聯闪电型通讯卫星而得名。
在高橢圓軌道上的衛星在遠地點附近速度較慢，因此在遠地點附近停留的時間較長。而闪电轨道的遠地點是在北半球北緯63.4度的上空。而遠地點高度為40000公里，在衛星在遠地點附近時，衛星對於北半球的俄羅斯、北歐、格陵蘭及加拿大都有很好的可見度。
為了在北半球有連續的高覆蓋率，闪电轨道上至少需要三個人造衛星。

## 用途
闪电轨道的原始用途是供闪电型（Molniya）通訊衛星使用。1964年曾二次試圖發射人造衛星到此軌道，但結果都不成功。後來在1965年4月23日第一次成功的發射人造衛星Molniya 1-01到闪电轨道。早期的Molniya-1人造衛星是要供長程的軍事通訊使用，但因人造衛星本身壽命不長，需要定期的汰換。Molniya-2人造衛星除了供軍事使用外，也供民用廣播用，例如涵蓋整個蘇聯的衛星電視系統Orbita。後續也陸續改為Molniya-3的人造衛星。
有些蘇聯的間諜衛星也在經過調整闪电轨道上運行，其闪电轨道已有調整，使其遠地點對應美國本土。雖然在地球靜止軌道上的衛星也可監控美國本土。但以前蘇聯的感測技術會需要高對比的觀察角，只有在高緯度地區的衛星才能勝任，如監控美國飛彈的AKO早期預警系統即為一例。後來由於感測技術的提昇，這類系統已經可以配合地球靜止軌道上的人造衛星運作。

## 特點
前蘇聯的許多領土（包括俄羅斯）均位在高緯度地區。若地球靜止軌道上的人造衛星要發射訊號到這些地區，由於其大氣圈的入射角較大，需要耗費許多的能量才能將訊號發射到高緯度地區，這在只由太陽提供能源的人造衛星上是很大的問題。而闪电轨道上的衛星許多時間在高緯度地區的上空，發射訊號時需要的能量較小。在遠地點前後三個小時內，衛星的星下點位在北緯55.5度，且對於與遠地點同側，緯度高於北緯54.1度的所有地區，衛星仰角均大於10度，對於緯度高於北緯49.2度的地區，衛星仰角均大於5度。
另一個好處是相較於地球靜止軌道，發射人造衛星到闪电轨道所需的能量較小。不過缺點是地面站需要一個可調整方向的天線來追蹤衛星，且衛星每天需通過有高能輻射的范艾倫輻射帶四次，因此卫星上的设备必須要有抗噪声能力。

## 另見
- 橢圓軌道
- 凍原軌道
- 軌道列表（英语：List of orbits）

## 外部連結

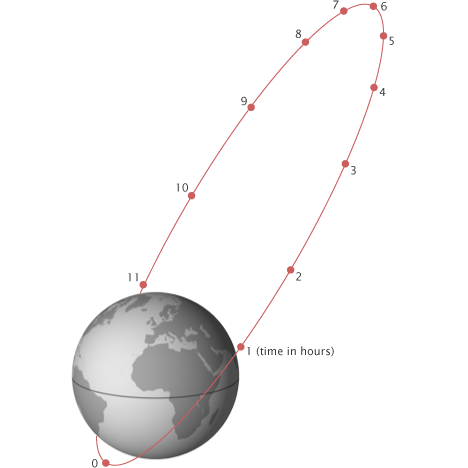
闪电轨道的示意圖，在闪电轨道上的衛星在近地點後的2小時至10小時均位在北半球的上空

- JAVA applet animating the orbit of a satellite in an elliptic Kepler orbit around the Earth. For a Molniya orbit, set the semi-major axis to 26562 km and eccentricity to 0.74105.
- Real time satellite tracking for a typical Molniya satellite （页面存档备份，存于）
- 3D Molniya constellation viewer （页面存档备份，存于） (Java applet)
- illustration of the communication geometry provided by satellites in 12-hour Molniya orbits （页面存档备份，存于） (video)